# Грін (округ, Вісконсин)
Шаблон:StateAbbr_ 42°41′ пн. ш. 89°36′ зх. д. / 42.68° пн. ш. 89.6° зх. д.
 Грін (англ. Green County) — округ (графство) у штаті  Вісконсин. Ідентифікатор округу 55045.

## Історія
Округ утворений 1836 року.

## Демографія
За даними перепису 
2000 року 
загальне населення округу становило 33647 осіб, зокрема міського населення було 14410, а сільського — 19237.
Серед них чоловіків — 16558, а жінок — 17089. В окрузі було 13212 домогосподарства, 9215 родин, які мешкали в 13878 будинках.
Середній розмір родини становив 3,01.
Віковий розподіл населення поданий у таблиці:
| Стать    | До 15 років | 15-21 | 22-29 | 30-39 | 40-49 | 50-65 | 65-85 | Понад 85 |
| -------- | ----------- | ----- | ----- | ----- | ----- | ----- | ----- | -------- |
| Чоловіки | 3732        | 1557  | 1404  | 2504  | 2823  | 2562  | 1764  | 212      |
| Жінки    | 3549        | 1451  | 1345  | 2526  | 2702  | 2546  | 2441  | 529      |

## Суміжні округи
- Дейн — північ
- Рок — схід
- Віннебаго, Іллінойс — південний схід
- Стівенсон, Іллінойс — південь
- Лафаєтт — захід
- Айова — північний захід

## Виноски
1. ↑  U.S. Decennial Census. United States Census Bureau. Архів оригіналу за 26 квітня 2015. Процитовано 4 серпня 2015.
2. ↑  Historical Census Browser. University of Virginia Library. Архів оригіналу за 11 серпня 2012. Процитовано 4 серпня 2015.
3. ↑  Forstall, Richard L., ред. (27 березня 1995). Population of Counties by Decennial Census: 1900 to 1990. United States Census Bureau. Архів оригіналу за 18 липня 2015. Процитовано 4 серпня 2015.
4. ↑  Census 2000 PHC-T-4. Ranking Tables for Counties: 1990 and 2000 (PDF). United States Census Bureau. 2 квітня 2001. Архів оригіналу (PDF) за 18 грудня 2014. Процитовано 4 серпня 2015.
5. ↑  State & County QuickFacts. United States Census Bureau. Архів оригіналу за 6 червня 2011. Процитовано 18 січня 2014.(англ.) Наведено за англійською вікіпедією.
6. ↑  American FactFinder. Бюро перепису населення США. Архів оригіналу за 26 лютого 2012. Процитовано 31 січня 2008.

| США | Це незавершена стаття з географії США. Ви можете допомогти проєкту, виправивши або дописавши її. |